# Portroe
Portroe (irisch An Port Rua, deutsch: „der rote Hafen“) ist ein kleiner Ort im County Tipperary in der Republik Irland. Bei der Volkszählung im Jahr 2022 hatte Portroe 459 Einwohner.

## Lage
Portroe liegt etwa elf Kilometer westlich von Nenagh und in etwa zwei Kilometer Entfernung zum Lough Derg bzw. dem Shannon. Südlich von Portroe erheben sich die Arra Mountains.
Durch die Ortschaft führt die R494 von Nenagh nach Killaloe. 

## Geschichte
1830 wurde oberhalb der Ortschaft eine Kaserne der Royal Irish Constabulary errichtet. 1872 wurde die katholische St. Mary’s Church erbaut.

## Persönlichkeiten
- Alan Kelly (* 1975), Politiker